# Paradoxe de Levinthal
Le paradoxe de Levinthal est une expérience de pensée qui vise à formuler une théorie de la dynamique de repliement des protéines.
En 1969, Cyrus Levinthal remarqua que, en raison du très grand nombre de degrés de libertés dans une chaîne polypeptidique, une telle molécule possède un nombre proprement astronomique de conformations possibles : une estimation de 3300 ou 10143 est indiquée dans l’article original. Si la protéine doit atteindre sa configuration fonctionnelle, c'est-à-dire sa conformation native correcte, en "testant" de manière séquentielle toutes les conformations possibles, cela nécessiterait un temps plus important que l’âge de l’univers lui-même. Cela reste vrai même si les conformations étaient testées à des taux très importants (de l’ordre de la nanoseconde ou de la picoseconde).
De nombreuses petites protéines se replient spontanément avec une durée de repliement d’une milliseconde voire d’une microseconde. Le "paradoxe" vient donc du fait qu'on énonce qu'il faut un temps considérable pour qu'une protéine puisse se replier correctement de façon spontanée mais dans le même temps, on constate que de petites protéines se replient spontanément avec des durées de repliement extrêmement courte. La durée d’une génération de E. coli est d’environ vingt minutes, ce qui montre que les protéines essentielles doivent se replier en quelques minutes tout au plus. Par conséquent, une protéine ne peut pas se replier en "testant" toutes les conformations possibles.
L’argument de Levinthal a parfois été considéré comme une version faussée de la dynamique de repliement des protéines. Levinthal était conscient que les protéines se repliaient sur des échelles de temps réduites. Pour résoudre le "paradoxe" qu'il venait de soulever, il suggéra que le repliement d'une protéine est accéléré et guidé par des interactions qui ont lieu dans des séquences d'acides aminés spécifiques. Ces séquences, hautement conservées par l'évolution (ce qui connote leur importance), servent de "points d'ancrage" lors du processus de repliement. Certaines publications ont vivement critiqué cet énoncé du paradoxe, le jugeant naïf voire erroné. Quoi qu'il en soit, ce paradoxe, bien que décrié dans la façon que son auteur avait de l'énoncer, a le mérite d'avoir fait naître le débat et la réflexion autour de cette question fondamentale, ce qui a permis l'émergence de la théorie du repliement des protéines.
En fait, une critique du paradoxe de Levinthal n’est pas nécessaire : peu de scientifiques dans la discipline ont jamais cru que les protéines se replient selon une recherche aléatoire exhaustive dans l’espace conformationnel. Le paradoxe de Levinthal sert simplement à démontrer qu’une recherche aléatoire pure et intensive ne peut pas aboutir. Cyrus Levinthal lui-même savait que les protéines se repliaient spontanément et dans une échelle de temps courte, et qu’une recherche conformationnelle aléatoire est par conséquent impossible : son article originel discutait de la résolution du paradoxe. La conférence de prix Nobel de Christian Boehmer Anfinsen en 1971 revisitait certaines de ces thématiques.